# Aalscholvers
Aalscholvers (Phalacrocoracidae) zijn een familie van vogels  uit de orde van de Suliformes. De familie telt 42 soorten.

## Kenmerken
De meeste soorten hebben een zwart verenkleed, dat door de losse structuur vrij gemakkelijk nat wordt. De lichaamslengte varieert van 50 tot 100 cm. Ze hebben een lange snavel met aan de bovenzijde een haakvormige punt die uitsteekt tot over de onderzijde. 

## Leefwijze
Aalscholvers zijn vrij grote zwemvogels die voornamelijk van vis leven. 
De gewone aalscholver (Phalacrocorax carbo) heeft in de broedtijd, per paar (twee volwassen vogels) dat de zorg heeft voor een nest met drie halfvolwassen jongen, ongeveer 2 kg vis nodig. De maag van een volwassen aalscholver kan maximaal 700 gram vis bevatten. Buiten de broedtijd is de dagelijkse voedselbehoefte van een aalscholver lager dan 1000 gram per vogel.
Na het vissen zitten ze lange tijd met uitgespreide vleugels in de zon om deze te drogen. Dit moet omdat de aalscholver een slechtere waterafstootende vetlaag heeft dan andere watervogels. Dit heeft ook zijn voordelen, want hierdoor kan de vogel makkelijker onderwater blijven.

## Verspreiding en leefgebied
Ze komen wereldwijd voor langs de zeekusten en de grotere meren en rivieren, uitgezonderd in gedeelten van noordelijk Canada, noordelijk Azië en sommige eilanden in de Grote Oceaan. Ze leven in groepsverband en broeden in kolonies op rotskusten of in bomen. Sommigen zijn aan zee gebonden, terwijl anderen beperkt zijn tot zoet water. Er zijn ook soorten, die zowel bij zoet als zout water voorkomen.

## Taxonomie
Over de indeling in zowel soorten als in geslachten is geen consensus.
 De IOC World Bird List onderscheidt 42 soorten in zeven geslachten. Andere, meestal oudere, bronnen behandelen alle soorten in één geslacht (Phalacrocorax). 

### Lijst van geslachten
De volgende geslachten zijn bij de familie ingedeeld:
- Gulosus een monotypisch geslacht: kuifaalscholver (Gulosus aristotelis)
- Leucocarbo Bonaparte, 1856 (16 soorten die voorkomen op het Zuidelijk Halfrond, meestal met roze poten en een witte buik, maar verder onderling sterk verschillend in grootte en uiterlijk)
- Microcarbo Bonaparte, 1856 (5 kleine soorten aalscholvers met een relatief korte snavel. Ze komen voor in Australië, maar ook in de Oude Wereld. De meeste soorten hebben zwarte poten en een overwegend zwart verenkleed).
- Nannopterum Sharpe, 1899 (3 soorten)
- Phalacrocorax Brisson, 1760 (12 soorten, vaak wordt de hele familie nog beschreven als soorten binnen dit geslacht.)
- Poikilocarbo een monotypisch geslacht: roodpootaalscholver (Poikilocarbo gaimardi)
- Urile

## Relatie tot de mens
In Japan, China en andere landen in Azië worden tamme aalscholvers gebruikt om vis te vangen. Lokale vissers bevestigen een lijntje aan hun lichaam zodat ze niet kunnen ontsnappen. Daarna lokt de visser vis met een zaklamp en laat de aalscholver erop uit. Om de hals van de vogel wordt een kleine ring bevestigd, deze zorgt ervoor dat de vogel alleen kleine visjes door kan slikken, maar de grotere moet bewaren in zijn strot. Als de aalscholver genoeg vis heeft gevangen, haalt de visser de vogel weer aan boord en leegt hij zijn bek in een mand of krat.
Anhingidae (Slangenhalsvogels) · Fregatidae (Fregatvogels) · Phalacrocoracidae (Aalscholvers) · Sulidae (Jan-van-gents en genten)